# Pušenje
Pušenje je način konzumiranja duhana u obliku cigara (umotanih u duhanov list), cigareta (malenih cigara umotanih u papir), cigarilla, i pomoću lule. Drugi oblici konzumacije duhana su žvakanje i šmrkanje. Kako duhan sadržava u sebi otrovne alkaloide, kao što je nikotin, a prilikom pušenja se stvara i katran, nerazrijeđeni beznikotinski kondenzat dima, pušenje je opasna navika za zdravlje ljudi jer štetno djeluje na krvožilni sustav i pluća. 
U Hrvatskoj je zabranjena prodaja duhanskih proizvoda maloljetnicima.

## Povijest pušenja
Pušenje je među raznim staroameričkim kulturama bilo uobičajeno i u prvom je redu imalo obredno značenje. Prvi podatci o pušenju zapisani su u dnevniku Kristofora Kolumba 6. studenoga 1492. godine gdje je opisano kako Indijanci motaju list duhana i pale ga s jedne strane, a s druge uvlače dim u pluća te ga potom izdišu. Prvi pušači u Europi su Kolumbovi mornari, a Španjolci prvi Europljani koji 1595. godine uzgajaju duhan u svojim prekomorskim kolonijama, te ga uvoze u Europu pod imenom tobacco. Pušenje se potom proširilo Europom.

## Posljedice pušenja na organizam
Pušenje je glavni rizični čimbenik za razvoj raka bronha i pluća, grkljana, ždrijela, usne šupljine, jednjaka, bubrega, mokraćnoga mjehura, gušterače, a i rak vrata maternice i neki oblici leukemije češći su u osoba koje puše.
Pritom je sasvim svejedno je li riječ o aktivnom ili pasivnom pušaču. U bolesnika s astmom pasivno pušenje izaziva nelagodu, pa i izravno astmatični napad, a kod dojenčadi i male djece dovodi do učestalijeg bronhitisa, upale pluća, astme, drugih bolesti dišnog sustava i smanjene plućne funkcije te akutne i kronične upale srednjeg uha. Sindrom iznenadne smrti dojenčadi također je češći u dojenčadi izložene duhanskom dimu. 

## Pasivno pušenje
Svjetsko istraživanje o uporabi duhana u mladih (GYTS), provedeno u Hrvatskoj 2006. godine, među školskom djecom u dobi 13-15 godina, ukazuje na veliku izloženost djece pasivnom pušenju. Čak 92,2% djece izloženo je pasivnom pušenju kod kuće, a 93,3% učenika sadašnjih pušača izloženo je duhanskom dimu na javnim mjestima. Više od polovine učenika (60,5%) misli da im šteti pasivno pušenje, a 67,2% učenika misli da pušenje treba zabraniti na javnim mjestima. Izloženost pasivnom pušenju odražava ne samo proširenost navike u društvu (odrasloj, u ovom slučaju roditeljskoj populaciji), već i svijest o pušenju kao društveno neprikladnom načinu ponašanja potpomognutu zakonskim odredbama o ograničavanju uporabe duhanskih proizvoda na javnim mjestima.